# Clafoutis
Clafoutis é um doce da culinária da França, que consiste numa fruta, originalmente cerejas inteiras, cozida no forno, num creme de farinha, ovos, leite e açúcar.
A receita indica que as cerejas devem ser marinadas por 2 horas com açúcar e Kirsch (licor de cerejas alemão). Entretanto, faz-se uma mistura de farinha, uma pitada de sal, ovos, açúcar, baunilha e raspa de limão; junta-se leite, nata, manteiga derretida e as cerejas, e deita-se num prato que possa ir ao forno e à mesa, untado de manteiga e polvilhado de açúcar; coze em forno quente 30-40 minutos e serve-se morno. 
Existe uma variante, também originária do Limousin,  em que se utilizam outras frutas, principalmente a maçã, denominado “flaugnarde” ou “flognarde”. 